# Phytosciara flavipes
Phytosciara flavipes là một ruồi trong họ Sciaridae, thuộc chi Phytosciara. Loài này được Meigen miêu tả khoa học đầu tiên năm 1804.